# Рекс Коулі
Воррен Джей Коулі (англ. Warren Jay Cawley; нар. 6 липня 1940) — американський легкоатлет, який спеціалізувався в бігу з бар'єрами.

## Із життєпису
Олімпійський чемпіон-1964 з бігу на 400 метрів з бар'єрами.
Неодноразовий чемпіон США.
Ексрекордсмен світу з бігу на 400 метрів з бар'єрами (1964).
Випускник Університета Південної Каліфорнії.
По закіненні спортивної кар'єри працював у сфері медичної електроніки, пізніше — туристичним агентом.

## Основні міжнародні виступи
| Рік  | Змагання         | Місто        | Місце | Дисципліна | Примітки         |
| ---- | ---------------- | ------------ | ----- | ---------- | ---------------- |
| 1963 | Матч СРСР-США    | Москва       | 2     | 400 м з/б  |                  |
| 1964 | Матч СРСР-США    | Лос-Анджелес | 1     | 400 м з/б  |                  |
| 1964 | Олімпійські ігри | Токіо        | 1     | 400 м з/б  | Відео на YouTube |

## Визнання
- Член Зали слави легкої атлетики США (2006)[1]